# 広島県立千代田高等学校
広島県立千代田高等学校（ひろしまけんりつ ちよだ こうとうがっこう）は、広島県山県郡北広島町有間に所在する公立の高等学校。

## 概要
校名の由来
平成の大合併以前にあった山県郡千代田町にちなんでつけられた。またかつては大朝と豊平に分校があったが現在では廃止されている。
歴史
1922年（大正11年）創立の実業学校を前身とする。1948年（昭和23年）の学制改革により、新制高等学校に移行。2017年（平成29年）に創立95周年を迎える。
設置課程・学科
全日制課程 普通科
校訓
「誠実・創造・勤勉」
校章
校歌
作詞は真川淳、作曲は中村哲二による。歌詞は3番まであり、3番の最後に校名の「千代田高校」が登場する。

## 沿革
- 1922年（大正11年）- 「山県郡立実業学校」（男子部のみ）として創立。
- 1923年（大正12年）- 「広島県立八重実業学校」と改称。
- 1927年（昭和2年）- 女子部を併設。
- 1948年（昭和23年）5月3日 - 実業学校が廃止され、新制高等学校「広島県八重高等学校」が発足。
  - この年 - 都谷分校を設置。
- 1950年（昭和25年）- 大朝分校を設置。
- 1956年（昭和31年）- 「広島県千代田高等学校」と改称。
- 1959年（昭和34年）- 都谷分校を「豊平分校」に改称。
- 1968年（昭和43年）10月1日 - 「広島県立千代田高等学校」（現校名）に改称（県の後に「立」が付される）。
- 1974年（昭和49年）3月31日 - 大朝分校を廃止。
- 1986年（昭和61年）- 格技場・特別教室が完成。
- 1988年（昭和63年）- グラウンドを拡張。
- 2005年（平成17年）3月31日 - 豊平分校を廃止。